# لويس سالازار
لويس سالازار (بالإسبانية: Luis Salazar)‏ هو لاعب كرة قاعدة فنزويلي، ولد في 19 مايو 1956 في ولاية أنزواتغي في فنزويلا.

## وصلات خارجية
- لويس سالازار على موقعبيزبول رفرنس.كوم (الدوري الرئيسي) (الإنجليزية)
- لويس سالازار على موقعبيزبول رفرنس.كوم (الدوري الثانوي) (الإنجليزية)